# Elezioni presidenziali in Venezuela del 2012
Le elezioni presidenziali in Venezuela del 2012 si tennero il 7 ottobre. I candidati principali sono stati il presidente in carica Hugo Chávez del Partito Socialista Unito del Venezuela e Henrique Capriles Radonski del partito Primero Justicia. Chávez si è confermato presidente con il 54,42% dei voti contro il 44,97% del suo contendente.

## Risultati
| Candidati                  | Partiti                                             | Voti       | %     |
| -------------------------- | --------------------------------------------------- | ---------- | ----- |
| Hugo Chávez                | Partito Socialista Unito del Venezuela              | 8 191 132  | 55,07 |
| Henrique Capriles Radonski | Primero Justicia                                    | 6 591 304  | 44,32 |
| Reina Sequera              | Poder Laboral                                       | 70 567     | 0,47  |
| Luis Reyes Castillo        | Organización Renovadora Auténtica                   | 8 214      | 0,06  |
| María Bolívar              | Partido Democrático Unidos por la Paz y la Libertad | 7 378      | 0,05  |
| Orlando Chirino            | Partido Socialismo y Libertad                       | 4 144      | 0,03  |
| Totale                     | Totale                                              | 14 872 739 | 100   |